# Včela medonosná ukrajinská
Včela medonosná ukrajinská (Apis mellifera sossimai také Apis cerifera) je poddruh včely medonosné pocházející z jižní (směrem ke Kavkazu), centrální a západní Ukrajiny. V roce 2011 výzkum z Ruska provedl analýzu mtDNA, která ukazuje, že včela ukrajinská není samostatným poddruhem, ale pouze ekotypem poddruhu včely makedonské.
Její jméno je odvozeno od sv. Sossimy, patronky včelařství na Ukrajině. Sv. Sossima je křesťanská verze boha včel Zosim z některých raných pohanských kmenů Ruska.